# فهد باسم
فهد باسم (5 يناير 1992 -)، ممثل يحمل الجواز اليمني ويعيش في الكويت. بدأ العمل الفني في عام 1998. والده الممثل والمنتج باسم عبد الأمير ولديه شقيقان هما أحمد وطلال عملا بالتمثيل.

## أعماله الفنية

### في التلفزيون
- سابع جار.
- القدر المحتوم.
- جامعة أي شي.
- رصاصة رحمة.
- دمعة يتيم.
- أميمة في دار الأيتام.
- زوارة خميس.
- أيام الفرج.
- حيتان وذئاب.
- وجع الانتصار.
- علمني كيف أنساك.
- بوكريم برقبته سبع حريم.
- الملكة.
- الدخيلة.
- مجموعة إنسان.
- كنة الشام وكناين الشامية.
- إلين اليوم.
- حلفت عمري.
- خادمة القوم.
- سكن الطالبات.
- لن اطلب الطلاق.
- حب في الاربعين.
- يا من كنت حبيبي.
- في عينيها أغنية.
- انكسار الصمت.
- ساعة الصفر.
- خمس بنات.
- كلام أصفر.
- عزوتي.
- فوق السحاب.
- المواجهة.
- مانيكان.
- الكون في كفه.
- أمينة حاف.
- بيت الذل.

### من المسرحيات
- النوخذة الصغير.
- روين هود.
- أولى أول.
- مدينة الظلام.
- خمس خوات و الصياد.
- زين إلى عالم جميل.
- أحلام وطن.
- أحلام سعيدة.
- محبوبه الهندية.
- عالم اوز.
- كان ياما كان.
- ساعة موريس.

## روابط خارجية
- فهد باسم على موقع قاعدة بيانات الأفلام العربية